# اسکار و لوسیندا (فیلم)
اسکار و لوسیندا (انگلیسی: Oscar and Lucinda) فیلمی درام و رمانتیک ۱۳۲ دقیقه‌ای به کارگردانی گیلیان آرمسترانگ محصول سال ۱۹۹۷ و مشترک کشورهای ایالات متحده، استرالیا و بریتانیا است.
از بازیگران آن می‌توان به رالف فاینس، کیت بلانشت، کیران هایندز، ریچارد روکسبرگ، و تام ویلکینسون اشاره کرد.